# Iskolakert

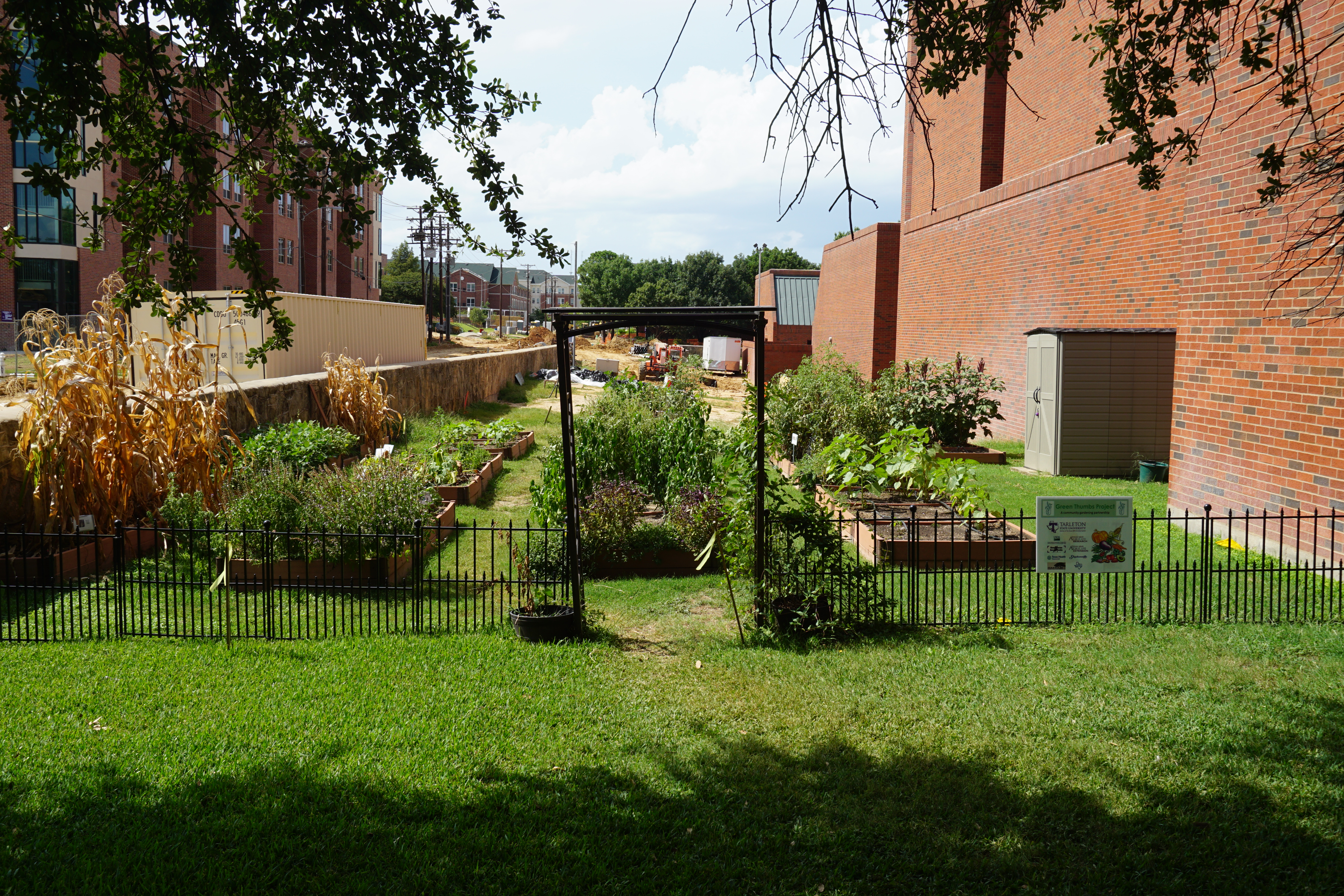
Iskolakert a Tarleton Állami Egyetemen

Az iskolakert bármilyen gyermekközösség (többségében
óvodai, iskolai) rendszeres és értelmező tevékenységével
gondozott, oktatás-nevelés és felüdülés céljával művelt
kert.
A neveléstörténetben hagyományosan az iskolakertek fő
célja a kertészetre és általában a munkára nevelés volt: Magyarországon
az ezt tükröző tankert, gyakorlókert, oktatókert
megnevezésekkel vált ismertté. Mára ezek mellett
változatos, új tanulási és nevelési célok jelentek meg, vagy
váltak hangsúlyossá. Ezek a teljesség igénye nélkül: környezeti
és fenntarthatóságra nevelés; öngondoskodásra és
együttműködésre nevelés; egészségnevelés, élménypedagógia;
a valóságra épülő, jelenségalapú, tapasztalati, cselekvésorientált
tanulás; mezőgazdasági pályaorientáció. Mint
helyszín a kert-alapú tanulás "szabadtéri laboratóriumai”,
„égig érő tantermei”1, céltudatosan kialakított gyakorlóterepei,
a kertészeti és pedagógiai tevékenységek mellett játék-,
közösségi és rekreációs lehetőségekkel. Általában iskolák,
óvodák udvarán, ritkábban külső helyszínen alakítanak ki iskolakertet, de tágabb értelemben iskolakerti tevékenységnek,
illetve „mini iskolakertnek” tekintik a virágládában, ablakpárkányon,
balkonládában művelt kertet is, ha
iskolakerti célokkal, gyerekekkel művelik. Az iskolakert minden
korosztálynak lehetőséget nyújt megtanulni a kerttel,
ezáltal természeti környezetünkkel bánni, azt helyesen használni,
de e lehetőség életszakaszokon átnyúló, hosszabb folyamatban
teljesedhet ki már kisgyermekkortól kezdődően.
Így a bölcsődei és óvodai kertek is iskolakerteknek tekinthetők.

## Az újraéledő iskolakert
"A természettel való helyes bánásmódot gyakorolni kell! Ez az iskolakertek legfontosabb új feladata" - Gerhard Winkel.
Ahol és amikor az élelem kevés lehet (a múltban; a szegénység kapcsán a jelenben, az energiahordozók megfogyatkozása nyomán a jövőben), a gyermekek iskolakerti oktatása egyértelműen szolgálta és szolgálja az élelemhez való hozzáférésüket, az ahhoz szükséges igényeket, készségeket, szakmai tudást. De az iskolakertek a világ azon részén is reneszánszukat élik, ahol a társadalomnak csak néhány százaléka dolgozik a mezőgazdaságban, és látja el élelmiszerrel a többit. A jóléti társadalmakban elsősorban az egészséges táplálék iránti igény felkeltése a cél. Máshol a diákok speciális fejlesztési igénye. Szinte mindenhol megjelenik a fenntarthatóságra nevelés: az iskolakert nemcsak segít megismertetni a természetet, hanem felelős, gondozói magatartás kialakítását is szolgálja. Az iskolai oktatás-nevelés új módszereinek keresése is gyakran az iskolakertbe vezeti az új kihívásokra választ kereső pedagógust[6]. Mint a kreativitás fejlesztésének egyik eszköze, szimbolikusan is teremtett világ: ezért ahányféle közreműködőt, annyiféle iskolakertet is találhatunk. Önmagán túlmutató, hogy az iskolások haszonnövényeket termesztenek: ezen ősi, alapvető emberi tevékenység beavat a világ rendjébe, tevékenykedtet, problémamegoldásra és munkára nevel, fejleszti az együttműködést, a közösségeket. Napi tapasztalata a pedagógusoknak: segít a tanulásban.
Konfuciusz szavaival: „Mondd el és elfelejtem; mutasd meg és megjegyzem; engedd, hogy csináljam és megértem”.